# Sigisbert-Martial Michel
Sigisbert-Martial Michel (Nancy, 1727 – 1759 circa) è stato uno scultore francese.

## Biografia
Appartenente alla famiglia francese di scultori Adam-Michel, era il figlio primogenito di Thomas Michel e di Anne Adam, oltre che fratello di Clodion. Una sua scultura è conservata al Los Angeles County Museum of Art.